# Песчанка (птица)
Песчанка (лат. Calidris alba) — небольшая птица из семейства бекасовых отряда ржанкообразных. Это одна из наиболее северных размножающихся птиц, её гнездовья обнаружены в арктической тундре всего в 960 км от северного полюса. Биология птицы лучше всего изучена вне сезона размножения, когда их можно встретить почти повсеместно на морских побережьях материков и океанических островах. Примечателен способ добывания корма зимующих птиц — стайки куликов, иногда смешанные с куликами-воробьями и чернозобиками, быстро перемещаются по песчаному пляжу у самой воды и хватают вынесенную прибоем добычу — рачков, моллюсков и червей.

## Описание

### Внешний вид

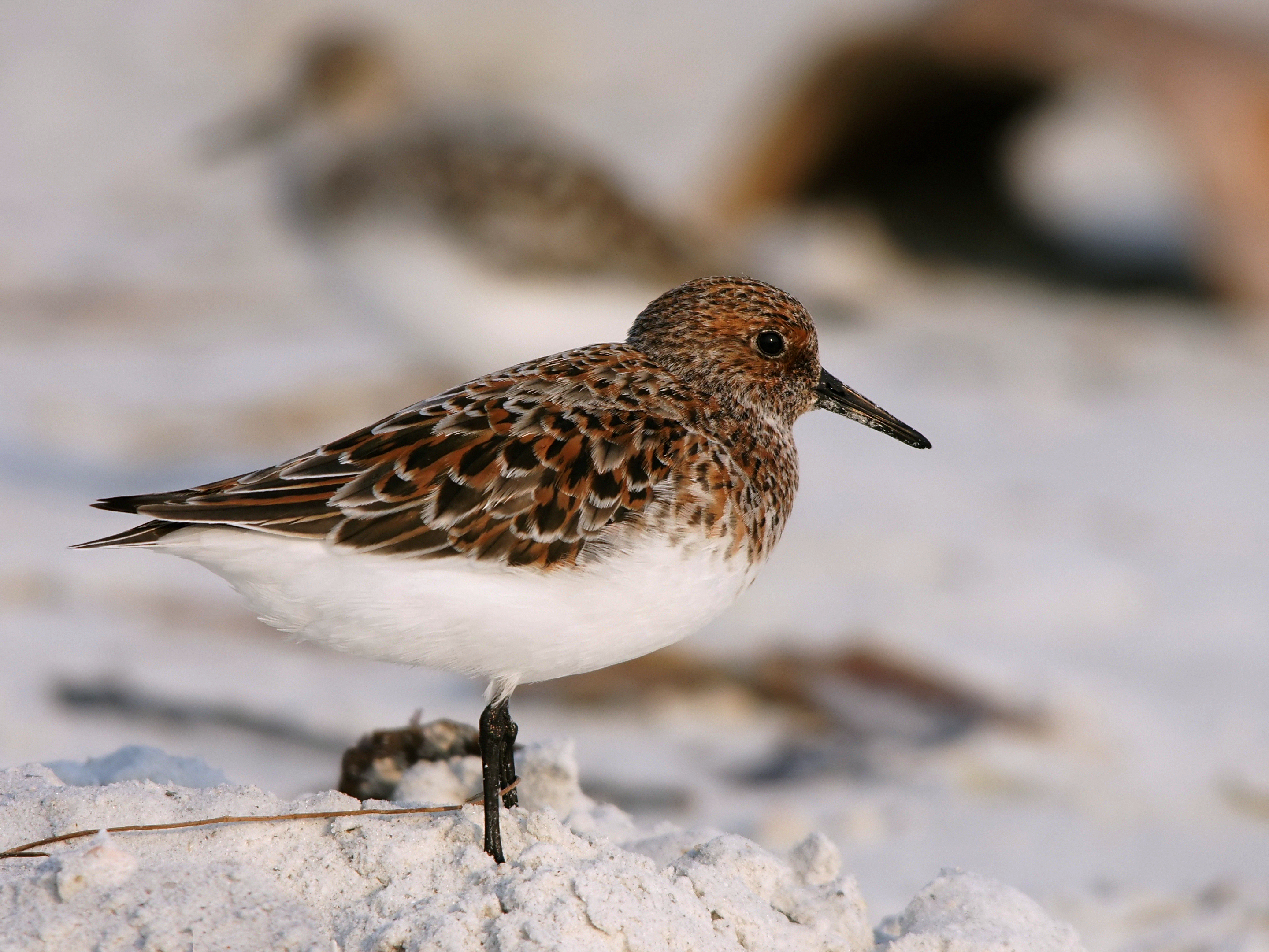
В летнем пере

Размером с чернозобика, более короткоклювая и коротконогая. Общая длина 20—21 см, размах крыльев 36—39 см, вес 40—60 г. Окрас оперения почти не отличается у самцов и самок, однако у тех и других имеет сезонные отличия. В брачном наряде песчанка похожа на кулика-воробья, хотя и заметно крупнее его. На голове, шее и груди доминирует рыжий цвет, разбавленный тёмными пестринами. Оперение спины более пёстрое — широкие рыжие и охристые каёмки перьев сочетаются с чёрными пятнами посередине, иногда белым ободком по самому краю. Нижняя часть груди и брюхо белые, при этом в отличие от кулика-воробья просматривается чёткая граница между тёмными и светлыми участками оперения.
В зимнее время птица светлеет, рыжие участки оперения сменяются белёсыми и серыми тонами. Верх пепельно-серый с узкими тёмными надствольями и узкими белёсыми каёмками, низ монотонно-белый. На зимних стоянках песчанку легче всего определить по особому рисунку крыла: буровато-серые кроющие и второстепенные маховые выделяются тёмной полосой у сидящей птицы, хорошо заметной с расстояния. Оперение молодых особей в целом демонстрирует схожесть с летним оперением взрослых, при этом на верхней стороне тела чёрные пятна занимают большую часть поверхности пера, в то время как рыжеватые каёмки не сплошные, а разбиты на отдельные светлые пятна. Кроме того, зашеек и поясница молодых птиц серая. У всех птиц клюв и ноги чёрные, радужина бурая. Задний палец, в отличие от других песочников, отсутствует.
В последние годы чаще всего выделяют 2 подвида этого песочника — Calidris alba alba и Calidris alba rubida. Первый из них гнездится в северо-восточной Гренландии, на острове Ян-Майен, на Шпицбергене, Земле Франца-Иосифа и Таймыре; второй — на Аляске и севере Канады, а также возможно в дельте Лены и Новосибирских островах.

### Голос
В целом достаточно молчаливая птица. При общении издаёт короткие плавные звуки, передаваемые как «плит», «крит», «квё» или «тюк». Брачная песня, исполняемая в полёте на высоте 2—3 м над землёй — мелодичная трель вроде «кёрррр..кёрррр». Встревоженная птица издаёт булькующее «кве..кве..кве», которая временами ускоряется, сливаясь в стрекочущее «кверрррр…».

## Распространение
Размножается кругополярно в приморских арктических тундрах на материке и островах Северного Ледовитого океана: Канадском Арктическом архипелаге, Гренландии, Шпицбергене, Северной Земле, Новосибирских, Беннетта. В материковой части Евразии доказано гнездование птицы в промежутке между Енисейским и Хатангским заливами, главным образом на северо-западе Таймыра. Ранние сообщения о гнездовании в дельте Лены более позднего подтверждения не нашли. В Северной Америке кулик гнездится в прибрежной полосе между мысом Барроу и северо-западной оконечностью Гудзонова залива.
Вне сезона размножения песчанка считается космополитом — кормящиеся стайки этих птиц можно встретить почти повсеместно на песчаных пляжах, реже грязевых и галечниковых отмелях, коралловых рифах в тропических и умеренных широтах. Предпочтение отдаёт морским побережьям и открытым участкам эстуариев, лишь на пролёте и очень редко зимой посещая внутренние водоёмы. В Европе они встречаются к югу от Ирландии, Великобритании и берегов Северного моря, в Америке — к югу от центральной Калифорнии и побережья Мексиканского залива.

## Питание

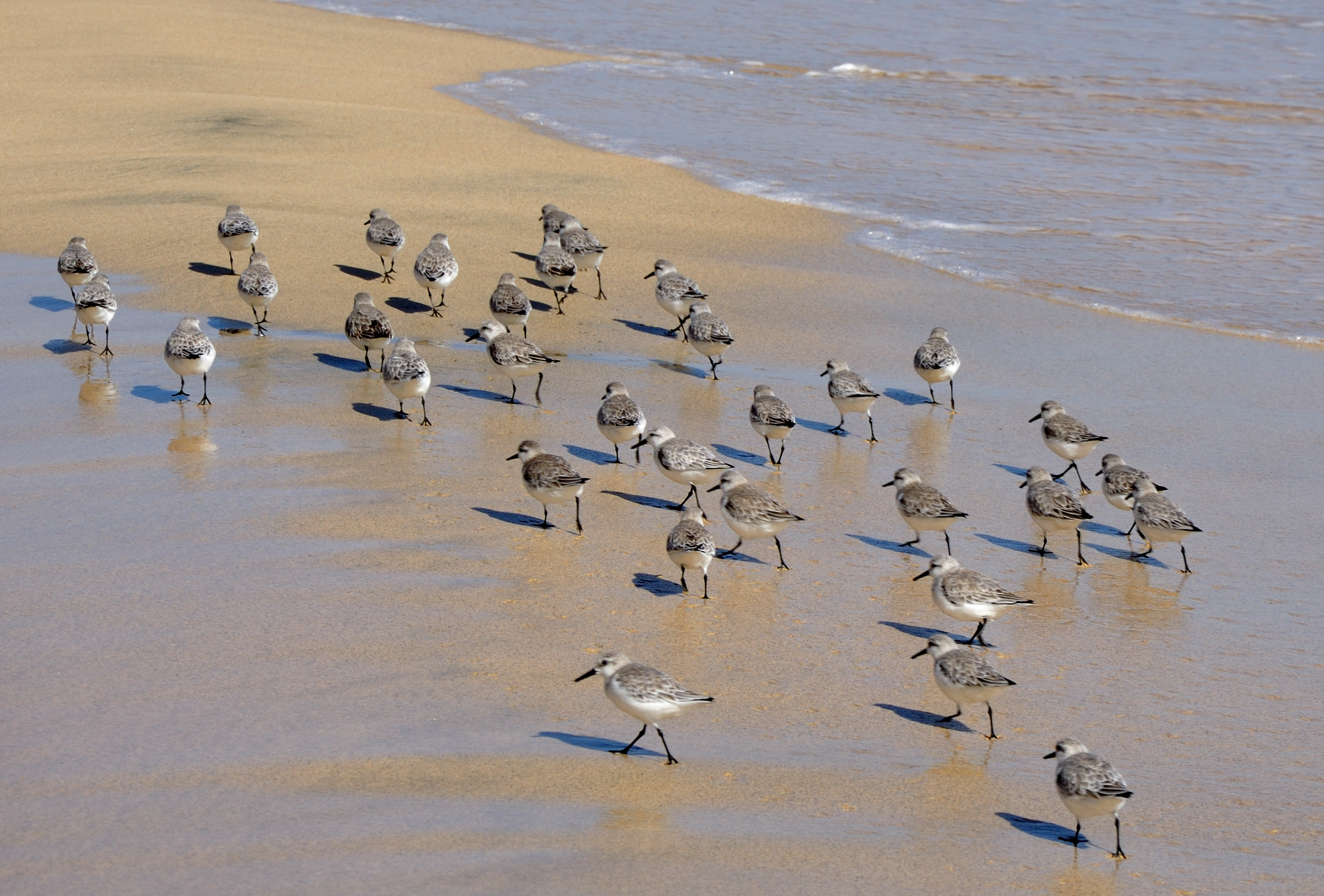
Группа песчанок на пляже

Характер питания меняется в течение года. В конце мая — начале июня, когда арктическая тундра только освобождается от снега и насекомых пока мало, значительную часть рациона песчанок составляют растительные корма: семена и почки трав, зелёные части мха и водорослей. Так, известный российский орнитолог Елизавета Козлова в качестве примера приводит почки куропаточьей травы и камнеломки. В период размножения употребляет в пищу насекомых, главным образом имаго и личинок двукрылых (комаров, хирономид, карамор), жуков и бабочек (гусениц), а также паукообразных и мелких рачков (таких как Pseudolibrotus littoralis). На пролёте и зимних стоянках питается преимущественно продуктами моря, выброшенными на берег прибоем: моллюсками, ракообразными (бокоплавами и т. п.), многощетинковыми червями, насекомыми. При случае кормится рыбой либо падалью.
Зимой песчанки часто встречаются на плоских песчаных пляжах и отмелях, где они кормятся группами по 6—15, реже 30—40 особей. Птицы бегают в зоне прибоя за откатывающимися волнами и подбирают вынесенных на берег ракообразных и червей. Песчанки обладают умением ловко избегать волны и не вынуждены каждый раз взлетать. Всё же вспугнутые птицы с криком «вик-вик» делают небольшой полукруг над морем и снова возвращаются к кромке воды.

## Размножение

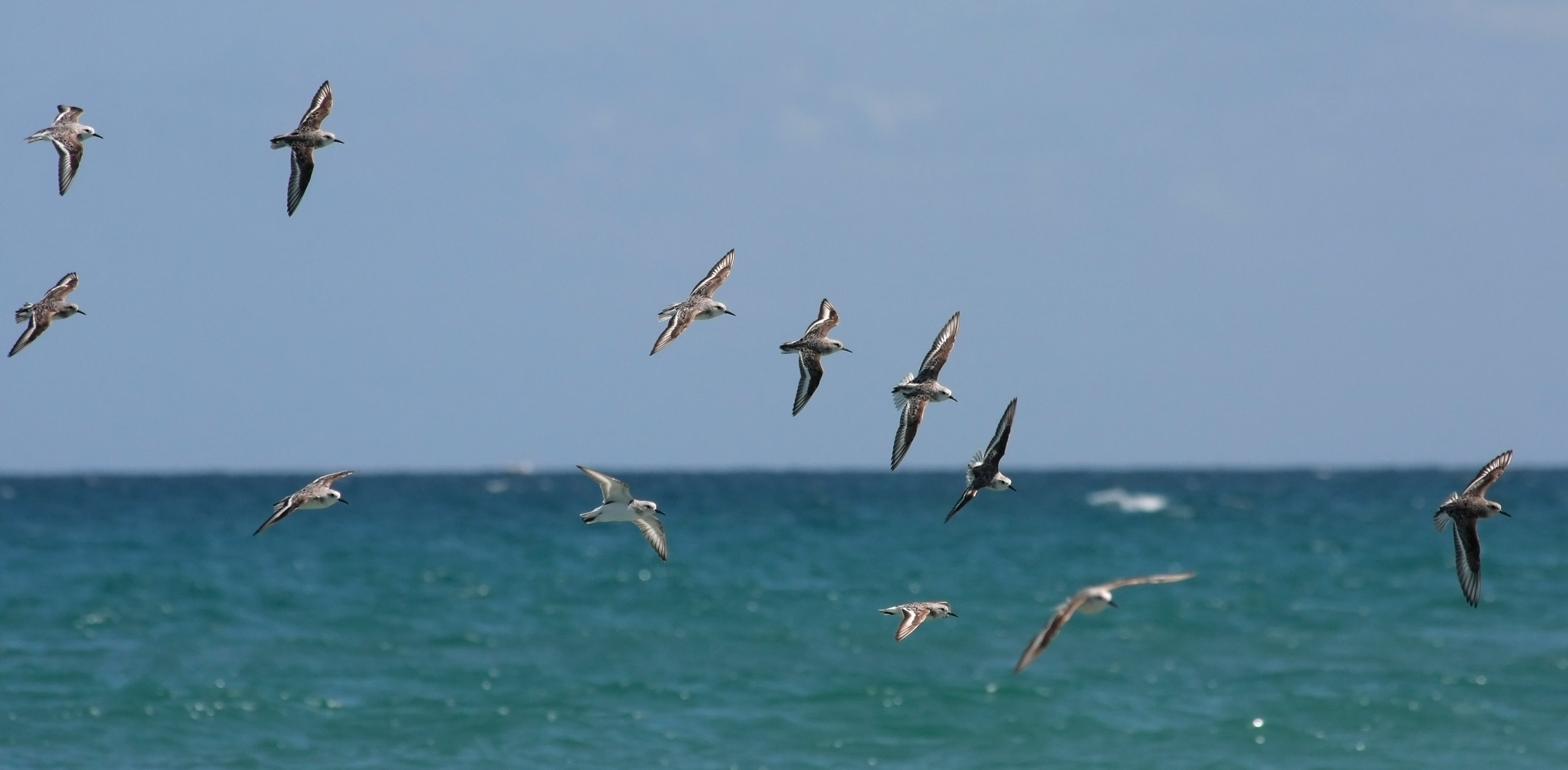
В полёте

В местах размножения появляется в конце мая либо начале июня, когда в тундре появляются первые проталины. Первое время держится на морском побережье, затем перемещается на более сухие возвышенные каменистые участки, покрытые лишь лишайниками и отдельными кустиками ползучих растений — ивы, куропаточьей травы, камнеломки, обычно на высоте не более 200 м над уровнем моря. В Гренландии гнездится на каменистых плато до 800 м над уровнем моря, порой на значительном расстоянии от берега.
Собственно размножению предшествует брачный период, во время которого самцы токуют — невысоко поднимаются в воздух и с хриплыми криками перелетают с одной проталины, чередуя планирование и трепещущий полёт. Излюбленная поза самца на земле — слегка опущенные крылья, распущенный веером хвост и взъерошенные перья — демонстрируется с высоты камня или кочки с целью привлечь пробегающую мимо самку. Тип размножения варьирует: в отдельных популяциях регистрируют как моногамию, так и последовательную полиандрию.
Откладка яиц в середине июня или позже, если тундра в это время ещё не освободилась от снега. Гнездо представляет собой плоское углубление на голом грунте или во мху, лишайнике, выстланное несколькими сухими стебельками растений и кусочками ягеля. В кладке чаще 4, реже 3 яйца желтовато-оливкового цвета с коричневыми и бурыми вкраплениями (более многочисленными ближе к тупому концу яйца). Размеры яиц: (33,0-38,2) — (23,5-26,2) мм. Насиживают оба родителя в течение 23—24 дней. При появлении опасности сидящая птица покидает гнездо и с большого расстояния старается отвести хищника, отвлекая его внимание на себя криками и демонстративным поведением «раненой птицы». Водят и согревают выводок также оба члена пары, однако распределение их ролей до настоящего времени считается недостаточно изученным. В возрасте около двух недель птенцы становятся полностью самостоятельными, после чего выводки быстро распадаются. Осенний отлёт с конца июля до середины сентября, первыми убывают взрослые птицы.